# میمی بلته
میمی بلته (انگلیسی: Mimi Belete؛ زادهٔ ۹ ژوئن ۱۹۸۸) دونده نیمه‌استقامت زن اتیوپیایی‌تبار اهل بحرین است.